# Martin ter Haseborg

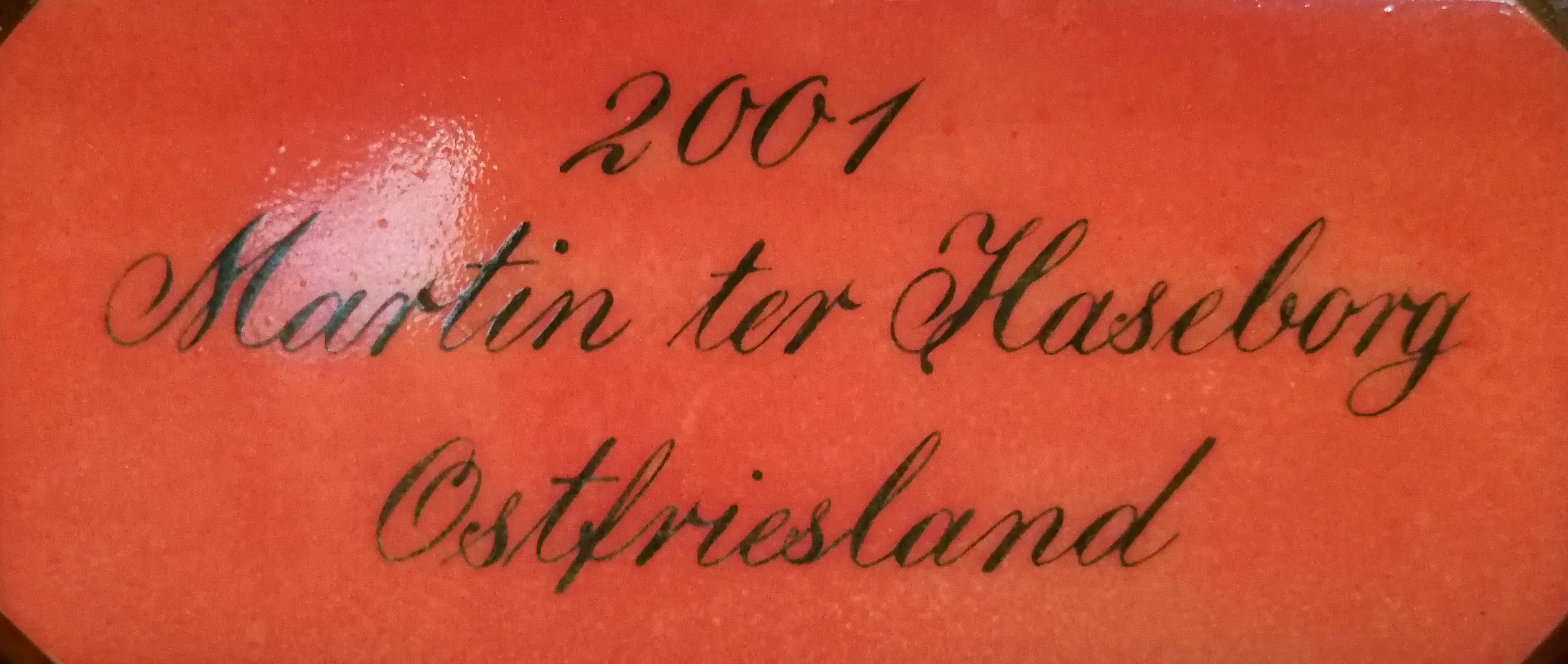
Firmenschild in Marburg-Ockershausen (2001)

Martin ter Haseborg (* 26. November 1965 in Leer) ist Orgelbaumeister mit Sitz in Uplengen (Ostfriesland) und Betriebsleiter der Firma Orgelbau in Ostfriesland GmbH & Co KG.

## Leben
Ter Haseborg ging 1981–1983 beim Orgelbau Alfred Führer (Wilhelmshaven) in die Lehre und war dort Intonateur. Im Anschluss an die Meisterausbildung (1991–1992) wurde er stellvertretender Geschäftsführer bei der Firma Führer (bis 1994). Ter Haseborg machte sich 1995 selbstständig und errichtete eine Orgelbauwerkstatt mit Sitz in Uplengen. Seit 2003 ist er beim Orgelbau Ostfriesland als einer GmbH & Co. KG beschäftigt, der er als Betriebsleiter und Kristin Karm als Geschäftsführerin vorsteht. Zudem ist Kristin Karm mit dem Metallpfeifen- und dem Bälgebau beschäftigt. Die künstlerische Leitung wird von beiden zusammen wahrgenommen.

## Werk
Anfänglich hat die Orgelbauwerkstatt vor allem Restaurierungen historischer Orgeln in Ostfriesland durchgeführt und Neubauten im historisierenden Stil erstellt, in den letzten Jahren bildeten Restaurierungen romantischer Orgeln in Tallinn einen neuen Schwerpunkt. Seit 2004 wurden verschiedene Orgelneubauten erstellt, darunter auch einige für Nordeuropa (Norwegen und Estland). Neben dem Neubau, der Wartung, Überführung und Restaurierung von Kirchenorgeln hat der Orgelbau Ostfriesland auch Kabinettorgeln und größere Konzertorgeln gebaut. Die Orgelneubauten sind unter Verwendung traditioneller Handwerkstechniken und Materialien konservativ ausgerichtet und spiegeln das Werkprinzip der norddeutschen Orgelbautradition unter Verwendung mechanischer Schleifladen wider.

## Werkliste (Auswahl)
Die Größe der Instrumente wird in der fünften Spalte durch die Anzahl der Manuale und die Anzahl der klingenden Register in der sechsten Spalte angezeigt. Ein großes P steht für ein selbstständiges Pedal, ein kleines p für ein angehängtes Pedal. Eine Kursivierung zeigt an, dass die betreffende Orgel nicht mehr erhalten oder lediglich der Prospekt erhalten ist.
| Jahr      | Ort                | Kirche                              | Bild | Manuale | Register | Anmerkungen |
| --------- | ------------------ | ----------------------------------- | ---- | ------- | -------- | --- |
| 1997      | Wustrow (Wendland) | Trinitatiskapelle                   |      | II/P    | 6        | Neubau |
| 1997      | Marburg            | St. Jost                            |      | II/p    | 7        | Neubau |
| 1998      | Celle              | St. Ludwig                          |      | II/P    | 31       | Neubau im deutsch-romantischen Stil unter Verwendung einiger Register der Vorgängerorgel von Eduard Meyer (1841) u. a.    |
| 1998–1999 | Pogum              | Pogumer Kirche                      |      | I       | 6        | Restaurierung der Orgel von Johann Adam Berner (1758–59)                                                                  |
| 1999      | Arle               | Bonifatius-Kirche                   |      | II/p    | 18       | Restaurierung der Orgel von Hinrich Just Müller/Johann Gottfried Rohlfs (1799) und Erweiterung um ein Brustwerk → Orgel   |
| 1997–2000 | Franking           | Pfarrkirche                         |      | II/P    | 10       | Neubau nach Arp Schnitger                                                                                                 |
| 2000      | Lüneburg           | St. Michaelis                       |      | I       | 5        | Rekonstruktion einer Chororgel von Johann Balthasar Held (1701)                                                           |
| 2000      | Voxtrup            | Margaretengemeinde                  |      | II/p    | 10       | Neubau |
| 2001      | Tallinn (Estland)  | Academy of Music                    |      | II/P    | 23       | Neubau |
| 2002      | Detern             | St.-Stephani-und-Bartholomäi-Kirche |      | I/p     | 12       | Restaurierung der Orgel von Wilhelm Eilert Schmid (1819)                                                                  |
| 2002      | Marx               | St.-Marcus-Kirche                   |      | I/p     | 7        | Restaurierung der Orgel von Johann Gottfried Rohlfs (1820–23)                                                             |
| 2002      | Manching           | St. Peter                           |      | II/P    | 33       | → Orgel |
| 2002–2003 | Elmlohe            | Liebfrauenkirche                    |      | II/P    | 15       | Restaurierung der Orgel von Johann Georg Wilhelm Wilhelmy (1842–56); 4 Register rekonstruiert                             |
| 2004      | Amdorf             | Amdorfer Kirche                     |      | I/p     | 9        | Restaurierung der Orgel von Heinrich Wilhelm Eckmann (1773)                                                               |
| 2004      | Perg (Österreich)  | Landesmusikschule                   |      | II/P    | 7        | Neubau einer Kabinettorgel                                                                                                |
| 2005      | Hinrichsfehn       | Versöhnungskirche                   |      | I/P     | 6        | Generalüberholung der Orgel von Alfred Führer (1965) und Erweiterung um einen Subbass 16′ (Pedal)                         |
| 2006      | Erksdorf           | Ev. Kirche                          |      | I/P     | 14       | Restaurierung der Orgel von Eobanus Friedrich Krebaum (1833)                                                              |
| 2001/2006 | Marburg            | Matthäuskirche                      |      | II/P    | 20       | Neubau |
| 2006      | Bredstedt          | St.-Nikolai-Kirche                  |      | II/P    | 25       | Neubau |
| 2006      | Marburg            | Lukaskirche                         |      | II/P    | 10       | Neubau |
| 2006–2007 | Pärnu (Estland)    | Konzerthaus                         |      | III/P   | 55       | Neubau einer Konzertorgel mit ausklappbaren Flügeltüren und ausfahrbaren Spanischen Trompeten                             |
| 2007      | Kvamsøy (Norwegen) | Kvamsøy kirke                       |      | I/p     | 6        | Reparatur einer Orgel vom Orgelbau Kuhn (1947) und Überführung nach Norwegen                                              |
| 2008      | Holtorf            | Ev.-luth. Kirche                    |      | I/P     | 9        | Neubau |
| 2006–2009 | Tallinn (Estland)  | Johanniskirche                      |      | IV/P    | 67       | Restaurierung der pneumatischen Hauptorgel von Gustav Normann (1867) und August Terkmann (1913)                           |
| 2009      | Gursken (Norwegen) | Gursken kirke                       |      | III/P   | 20       | Neubau von Gehäuse, Windanlage, Spiel- und Registertraktur; weitgehende Übernahme des Pfeifenwerks aus der Vorgängerorgel |
| 2010      | Küsten             | Friedenskirche                      |      | I/p     | 6        | Überarbeitung der Orgel von Alfred Führer (1968)                                                                          |
| 2012      | Molzen             | Marienkirche                        |      | II/P    | 18 (12)  | Restaurierung der Orgel von Altendorf (1854)                                                                              |
| 2015–2016 | Barskamp           | St.-Vitus-Kirche                    |      | II/P    | 17       | Restaurierung der Orgel von Eduard Meyer; zum großen Teil erhalten                                                        |